# Makallé
Makallé es la localidad y municipio cabecera del departamento General Donovan, provincia del Chaco, Argentina. Se asentó sobre la estación de ferrocarril que une Resistencia y la ciudad de Salta. Su acceso vial se encuentra a apenas 1 kilómetro de la ruta Nacional N.º 16, importante vía de comunicación entre las zonas nordeste y noroeste del país; dicha vía la comunica con Puerto Tirol y Resistencia al sudeste, y con La Verde y Presidencia Roque Sáenz Peña al nordeste.
La fiesta patronal se celebra los 13 de junio en honor a San Antonio de Padua.

## Toponimia
Lleva el nombre de Fortín Makalle, dado por colonos italianos de la zona, en homenaje a la batalla homónima librada por Italia en Abisinia, África, durante el primer intento de conquista y usurpación de dicho reino durante el siglo XIX.

## Historia

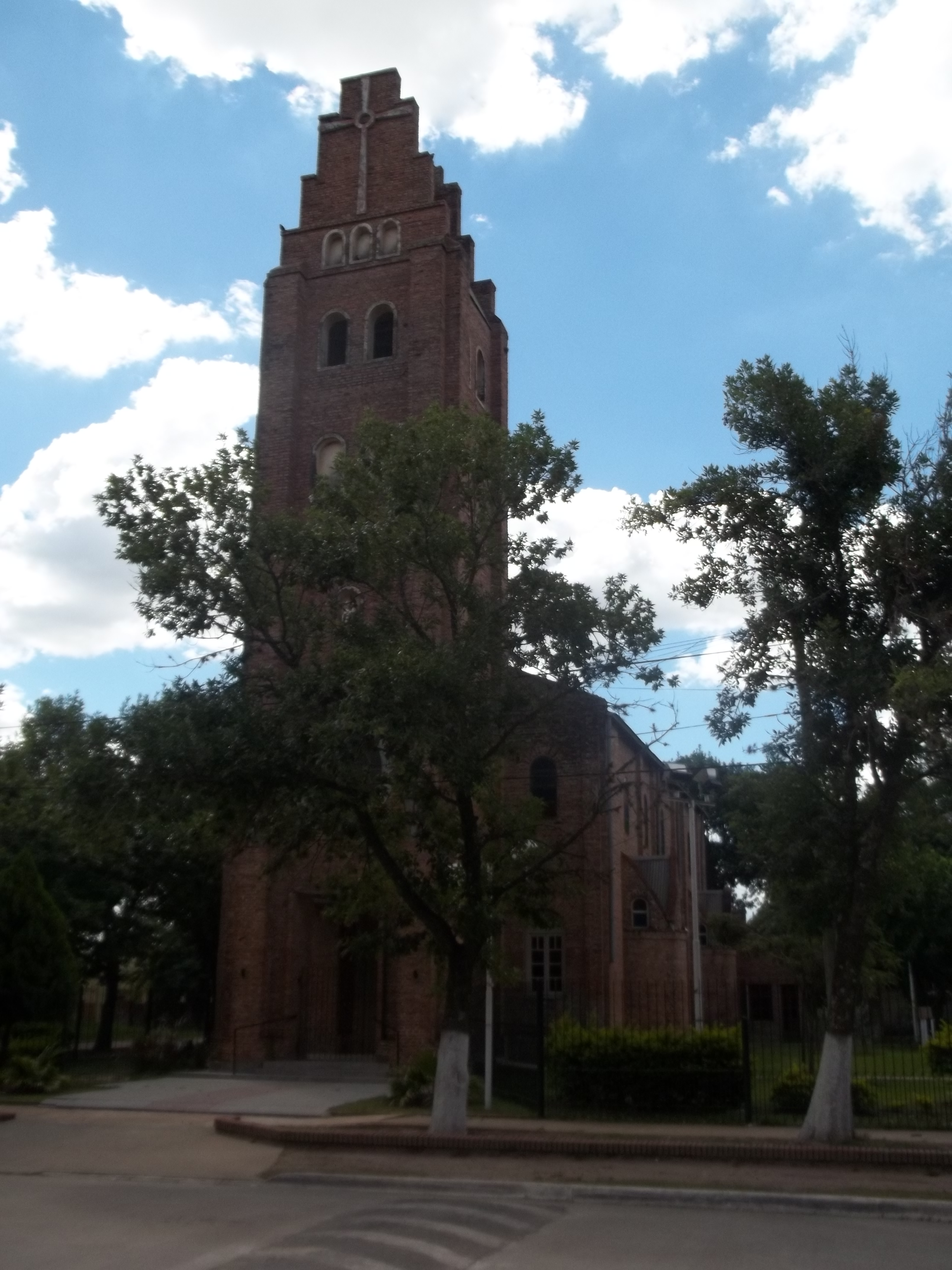
Vista del frente del templo católico de Makallé frente a la plaza.

En 1884, el Ejército Argentino establece una línea de fortines en Lapachito, Ciervo Petiso y Makallé. Así, sus comienzos son por la conquista y ocupación militar de las tierras de las naciones originarias, su fundación obedece a la acción de la Conquista del Chaco. Esa línea de fortines, que ocupaban una gran extensión del entonces Territorio Nacional del Chaco, además de su objetivo primordial de evitar el contraataque guerrero indígena, se constituyeron en futuros pueblos.
De todas maneras la zona fue ocupada esporádicamente por colonos. En 1890 algunos empresarios ensayaron la instalación de obrajes, que los indios finalmente quemaron. En 1908 llega el Ferrocarril Central Norte Argentino a 6 km del fortín, lo cual significaría el primer impulso definitivo para la radicación de colonos en sus cercanías.
En 1925, la zona fue conocida como "Colonia Juan Penco", uno de los primeros y mayores colonos, quien había comprado una gran extensión de tierras en 1888, para explotar los bosques. El  13 de julio de 1935, el Ministerio del Interior accede al pedido de la Comisión de Fomento de la localidad,  para que la colonia llevase el nombre de Makallé, aprobando además la ampliación del ejido del pueblo.

## Población
Su población era de 3 812 habitantes (Indec, 2001), lo que representa un crecimiento del 55% frente a los 2 460 habitantes (Indec, 1991) del censo anterior.
En el municipio el total ascendía a los 13 490 habitantes (Indec, 2010).

## Clima
Makallé se encuentra dentro de la zona subtropical sin estación seca. Las precipitaciones se dan en todos los meses sin dar lugar a una estación seca.
La temperatura media anual es de 21 °C.
El promedio anual de las precipitaciones es superior a 1000 mm.

## Vías de comunicación
La principal vía de acceso es la Ruta Nacional 16, que la comunica por asfalto al noroeste con Lapachito y la Provincia de Salta, y al sudeste con Colonia Popular y Resistencia.

## Imágenes

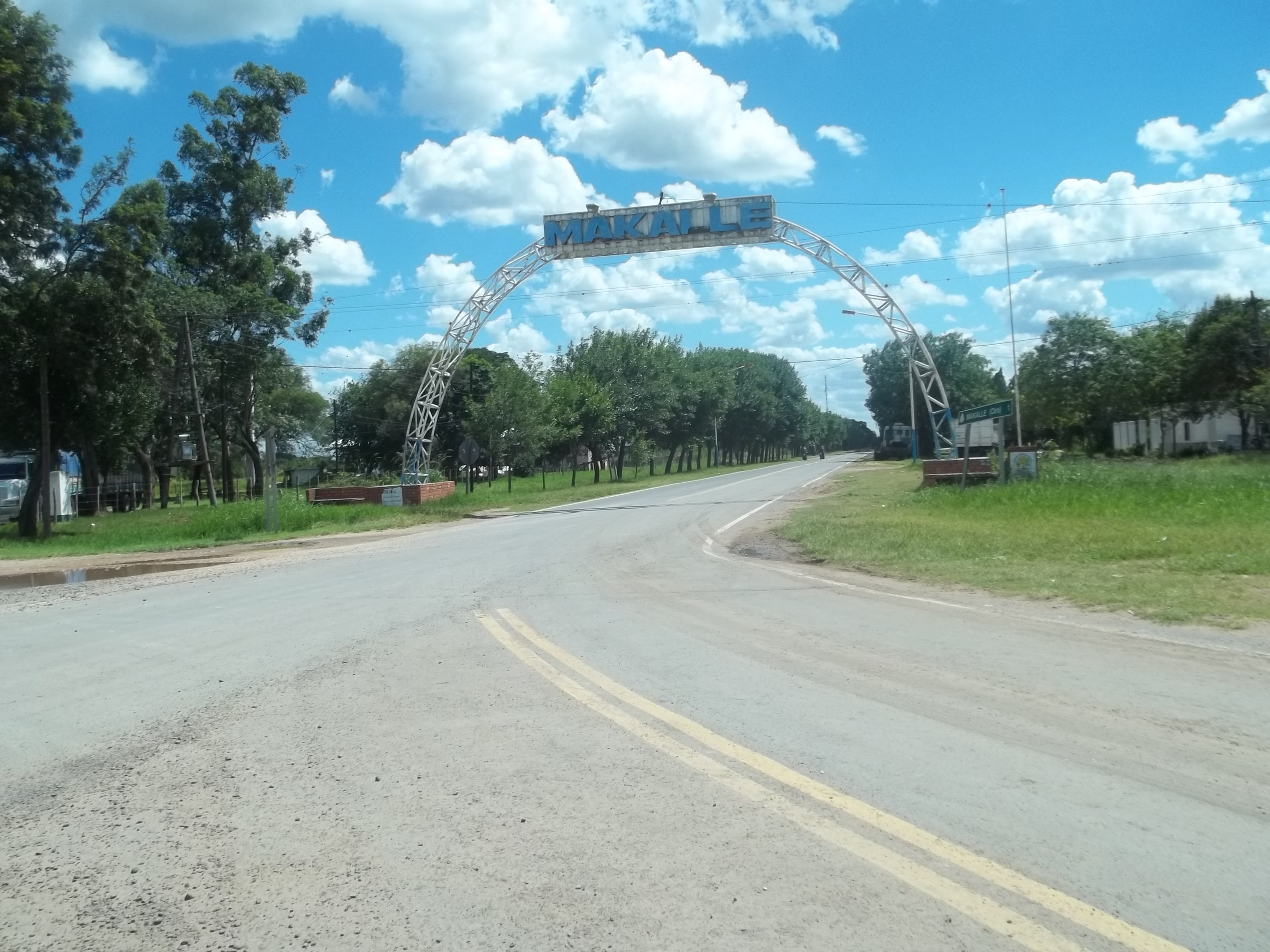
Cartel de entrada a Makallé sobre la Ruta Nacional 16.
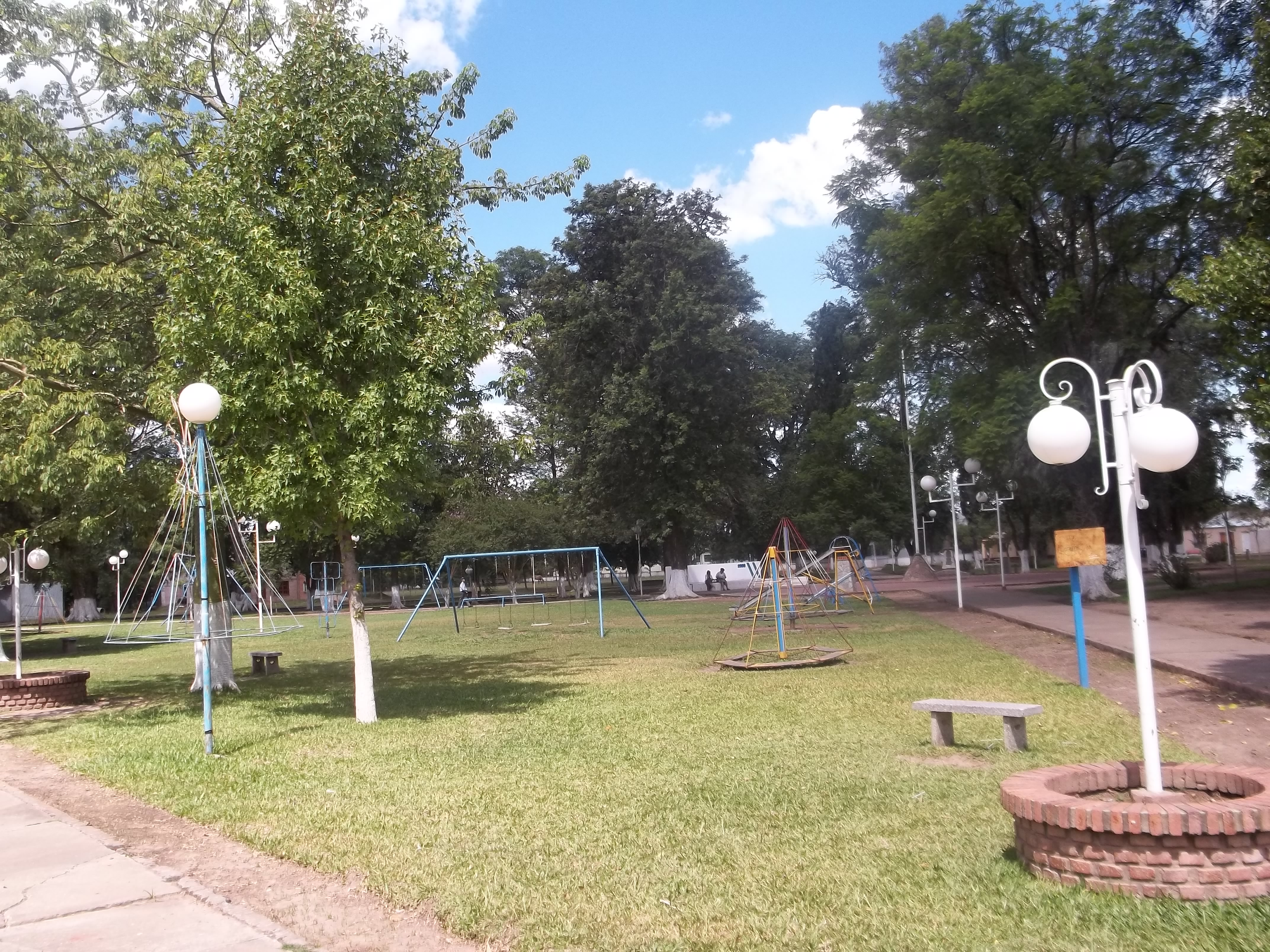
Plaza en Makallé.
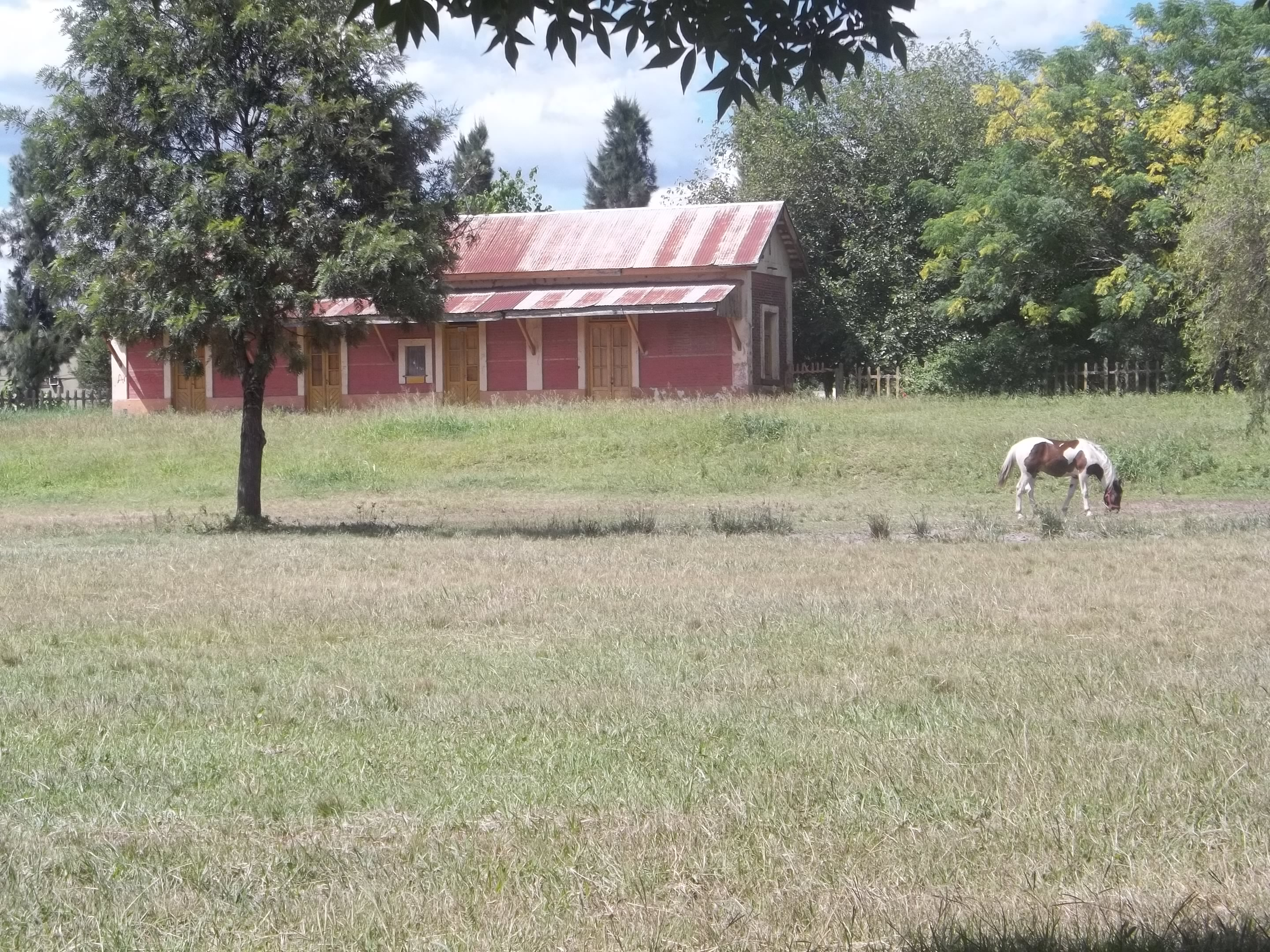
Estación de trenes de Makallé.

## Parroquias de la Iglesia católica en Makallé
| Arquidiócesis | Resistencia          |
| ------------- | -------------------- |
| Parroquia     | San Antonio de Padua |